# Cuenco para los dedos

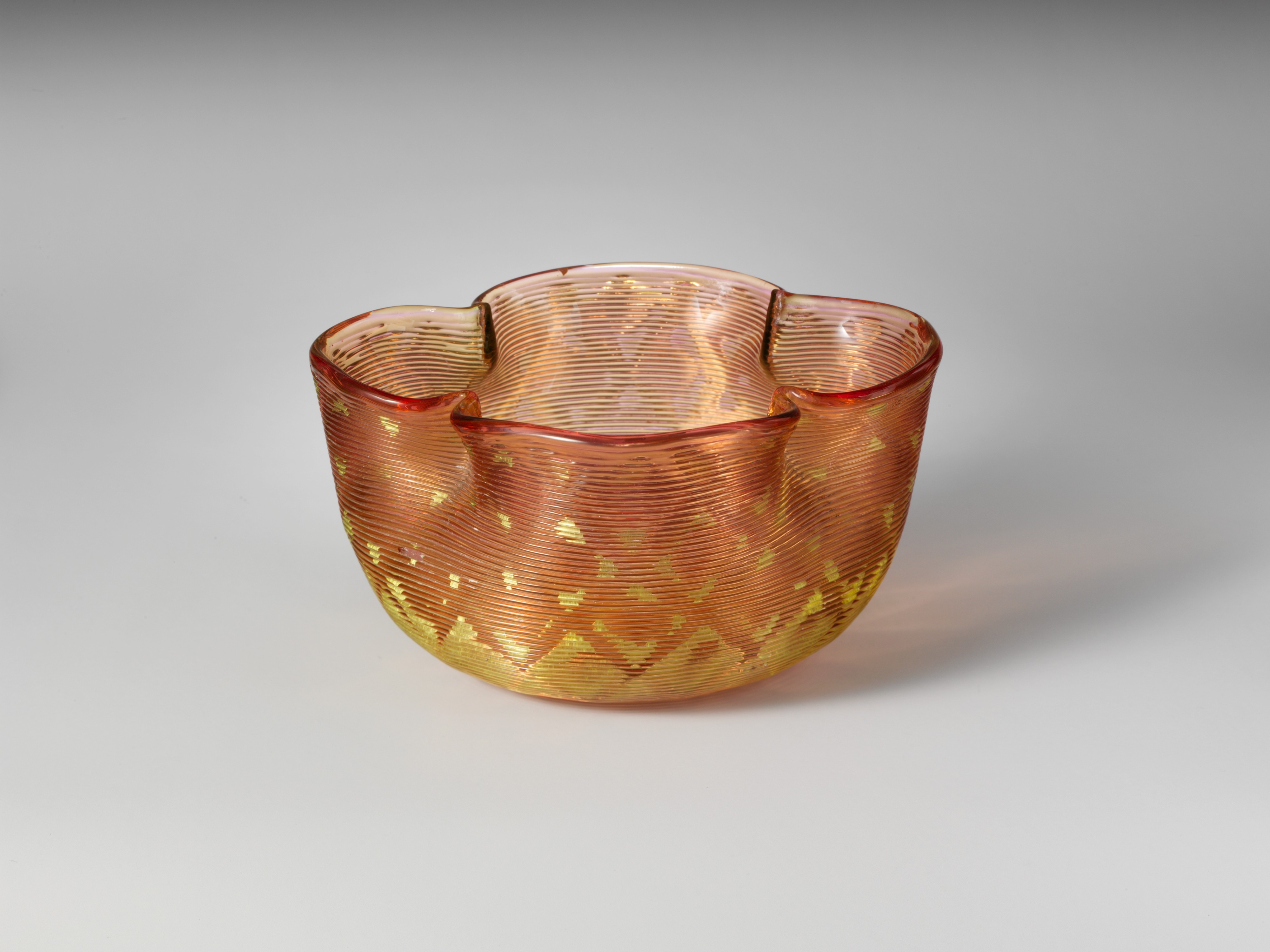
Cuenco para los dedos de 1880

Un cuenco para los dedos es un pequeño recipiente que contiene agua perfumada o unas rodajas de limón en el que los invitados sumergen sus dedos para limpiarlos. Se reemplaza con frecuencia en el XXI XXI . siglo con toallitas desechables perfumadas y envueltas individualmente. En la mesa, los cuencos para los dedos tienen su lugar al lado de los cubiertos.

## Historia
En todo el antiguo Oriente Próximo, en los banquetes, era costumbre comer con los tres dedos: el pulgar, el índice y el medio. El ritual del lavado de manos está codificado, y los esclavos traen agua perfumada antes de las comidas y cuencos para los dedos para realizar estas abluciones  . En Roma, además de las comidas tomadas con cuchara (sopa), la comida se cogía con los dedos y se llevaba a la boca. Los sirvientes estaban allí para ofrecer pequeños cuencos llenos de agua perfumada y una servilleta para limpiarse los dedos.
En Francia, los cuencos para los dedos aparecieron tardíamente y aún no existían bajo Napoleón III, aunque ya eran conocidos por los británicos.
Su presencia en la mesa sigue estando prescrita en los siglos XX/XXI por las guías de etiqueta, ya que la naturaleza de los alimentos ofrecidos hace necesario su uso : espárragos, mariscos por ejemplo.